# Владо Шћепановић
Владо Шћепановић (Колашин, 13. новембар 1975) је бивши црногорски кошаркаш, а садашњи кошаркашки тренер. Играо је на позиција бека.

## Играчка каријера

### Клупска
Кошарку је почео да тренира у Горштаку из Колашина, да би 1993. године прешао у подгоричку Будућност. У екипи Будућности је остао до 2000. године, и учествовао је у освајању два првенства СР Југославије (1999. и 2000) и два купа СР Југославије (1996. и 1998). Након тога је провео једну сезону у Ефес Пилсену, са којим је освојио куп Турске.
Сезону 2001/02. проводи у Партизану, и осваја дуплу круну. У августу 2002. прелази у Фортитудо (тада под спонзорским именом Скипер). Због проблема са повредом није пуно играо у Скиперу, па је у марту 2003. споразумно раскинуо уговор са клубом. Након више од годину дана неиграња због повреде, Шћепановић се у јануару 2004. вратио у Партизан. Остао је у Партизану до краја сезоне 2003/04, и освојио је још једну титулу првака државе. Управо је Шћепановић био најзаслужнији за ову титулу, јер је 19. јуна 2004. у последњим секундама меча постигао победоносни кош у вршачком Миленијуму против Хемофарма, којим је Партизан освојио своју 11. титулу у клупској историји.
Лета 2004. прелази у грчки Панатинаикос. У екипи Панатинаикоса је провео наредне две сезоне, и учествовао је у освајању две дупле круне. Након тога је једну сезону провео у солунском ПАОК-у. Уследиле су две сезоне у Гранади, једна у Мурсији а последњи ангажман је имао 2011. године у грчком Панелиниосу, након чега је завршио каријеру.

### Репрезентативна
Са млађим селекцијама СР Југославије је освојио три бронзане медаље. Прву бронзу је освојио са репрезентацијом до 22 године на Европском првенству 1996. у Турској. Наредне 1997. године је исте медаље освојио на Медитеранским играма у Барију, као и на Светском првенству до 22 године у Аустралији.
Са сениорском репрезентацијом СР Југославије је освојио златну медаљу на Светском првенству 1998. у Атини. Наредне године је освојио бронзану медаљу на Европском првенству 1999. у Француској, да би две године касније освојио још једно злато, овога пута на Европском првенству 2001. у Турској. Поред тога са националним тимом СРЈ/СЦГ је наступао на два Олимпијска турнира (2000, 2004) као и на Европском првенству 2005. у Србији и Црној Гори.
Након распада државне заједнице СЦГ, Шћепановић је наступао за репрезентацију Црне Горе. Као капитен је предводио црногорски национални тим на Европском првенству 2011. у Литванији.

## Тренерска каријера
Први тренерски ангажман је добио у јуну 2016, када је постављен за главног тренера подгоричке Будућности. Четири и по месеца је био тренер Будућности, све до 11. новембра 2016, када је поднео оставку. Шћепановић је оставку поднео након пораза на гостовању Карпош Соколију (77:71), што је био први пораз Будућности у сезони 2016/17. у Јадранској лиги, након осам узастопних победа. Поред скора 8-1 који је имао у Јадранској лиги, Шћепановић је са екипом Будућности поражен на све четири утакмице Еврокупа.
Нови тренерски ангажман је пронашао у јуну 2017, када је постављен за помоћног тренера Андреи Тринкијерију у немачком евролигашу Брозе Бамбергу. Тринкијери је у фебруару 2018. смењен, али је Шћепановић остао у стручном штабу Бамберга, овога пута као помоћник новом тренеру Луки Банкију. Почетком новембра 2018. се поново придружио Андреи Тринкијерију, овога пута као помоћни тренер у Партизану. Након што је Тринкијери напустио Партизан, Шћепановић је 9. јула 2020. званично преузео његову функцију. Као главни тренер Партизана, Шћепановић је на првих девет утакмица у сезони 2020/21. забележио пет пораза (скор 2–2 у АБА лиги и 2–3 у Еврокупу) па је смењен са места тренера 30. октобра 2020. године.

## Успеси

### Клупски
- Будућност:
  - Првенство СР Југославије (2): 1998/99, 1999/00.
  - Куп СР Југославије (2): 1996, 1998.
- Ефес Пилсен:
  - Куп Турске (1): 2001.
- Партизан:
  - Првенство СР Југославије (2): 2001/02, 2003/04.
  - Куп СР Југославије (1): 2001/02.
- Панатинаикос:
  - Првенство Грчке (2): 2004/05, 2005/06.
  - Куп Грчке (2): 2005, 2006.

### Репрезентативни
- Европско првенство до 22 године:
  -  1996.
- Светско првенство до 22 године:
  -  1997.
- Медитеранске игре:
  -  1997.
- Европско првенство:
  -  2001.
  -  1999.
- Светско првенство:
  -  1998.